# Zurückbehaltungsrecht
Das Zurückbehaltungsrecht (lateinisch ius retentionis) kommt zum Tragen, wenn der Gläubiger einen Anspruch geltend macht, der Schuldner aber einen fälligen Gegenanspruch hat. Sind die Ansprüche konnex, entstammen mithin beide demselben rechtlichen Verhältnis, würde es gegen Treu und Glauben verstoßen, wenn der Anspruch des Gläubigers ohne Rücksicht auf den Gegenanspruch durchgesetzt werden könnte. Besteht kein Ausschluss des Zurückbehaltungsrechts und beruft sich der Schuldner wirksam auf sein Recht, tritt die Rechtsfolge der Verurteilung zur Leistung Zug um Zug ein.

## Deutschland
Es gibt mehrere gesetzliche Formen eines Zurückbehaltungsrechts. Darüber hinaus kann auch vertraglich ein Zurückbehaltungsrecht vereinbart werden. Die Grundform des Zurückbehaltungsrechts ist in § 273 Abs. 1 BGB geregelt.

### Das allgemeine Zurückbehaltungsrecht nach § 273 Abs. 1 BGB

#### Normzweck
Das allgemeine Zurückbehaltungsrecht ist eine besondere Ausformung des Prinzips von Treu und Glauben. Es dient lediglich der Sicherung eigener Ansprüche.

#### Anwendbarkeit
§ 273 BGB ist auf Schuldverhältnisse aller Art anwendbar. Auch auf familienrechtliche Ansprüche, soweit dies mit deren Charakter vereinbar ist (z. B. nicht bei Unterhaltsansprüchen). Im öffentlichen Recht ist § 273 BGB entsprechend anwendbar, soweit keine (öffentlich-rechtlichen) Rechtsgrundsätze entgegenstehen.

#### Voraussetzungen
Die Geltendmachung des Zurückbehaltungsrechts nach § 273 BGB setzt voraus, dass der Schuldner aus demselben „rechtlichen Verhältnis“, auf dem seine Verpflichtung beruht, einen fälligen Anspruch gegen den Gläubiger hat. Dann kann er die geschuldete Leistung verweigern, bis der Gläubiger seinerseits den Gegenanspruch erfüllt. Allerdings kann der Gläubiger die Ausübung des Zurückbehaltungsrechts durch Sicherheitsleistung abwenden (§ 273 Abs. 3 BGB).
Beispiel
Der Gast hat dem Hotelier einen wertvollen Ring zur Aufbewahrung im Hotelsafe überlassen. Der Hotelier kann dessen Herausgabe verweigern, bis ihm die bisher angefallenen Übernachtungskosten bezahlt werden (Gastwirtpfandrecht).
Das allgemeine Zurückbehaltungsrecht nach § 273 Abs. 1 BGB setzt voraus:
1. Wechselseitige Forderungen,
2. Fälligkeit und Rechtswirksamkeit des Gegenanspruchs des Schuldners,
3. Konnexität und
4. kein Ausschluss des Zurückbehaltungsrechts.

Gegenseitigkeit der Ansprüche
Ein Zurückbehaltungsrecht setzt voraus, dass der zurückhaltende Schuldner Gläubiger der Gegenforderung und der Gläubiger Schuldner der Gegenforderung ist.
Fälligkeit und Rechtswirksamkeit des Gegenanspruchs
Der Gegenanspruch des Schuldners muss vollwirksam entstanden und durchsetzbar sein. Bedingte, künftige oder unvollkommene Ansprüche reichen nicht aus.
Konnexität (inhaltlich zusammengehörendes, einheitliches Lebensverhältnis)
Erforderlich ist, dass beide Ansprüche aus einem einheitlichen Lebensverhältnis stammen. „Dieser Begriff ist ... weit auszulegen. Er erfordert nicht, dass die sich gegenüberstehenden Ansprüche auf demselben Rechtsverhältnis beruhen. Vielmehr genügt es, wenn ihnen ein innerlich zusammenhängendes, einheitliches Lebensverhältnis zugrunde liegt, beide also, falls sie eine vertragliche Grundlage haben, aus Rechtsgeschäften hervorgegangen sind, die in einem solchen natürlichen und wirtschaftlichen Zusammenhang stehen, dass es gegen Treu und Glauben verstoßen würde, wenn der eine Anspruch ohne Rücksicht auf den der anderen Seite zustehenden geltend gemacht und durchgesetzt werden könnte.“
Kein Ausschluss des Zurückbehaltungsrechts
Das Zurückbehaltungsrecht kann auf Grund einer gesetzlichen Regelung, nach der Natur des Schuldverhältnisses, nach Treu und Glauben oder auf Grund Vereinbarung ausgeschlossen sein.
- Ausschluss nach der Natur des Schuldverhältnisses

Beispielsweise nimmt man an, dass an Reisepässen oder gegenüber einem Unterhaltsanspruch kein Zurückbehaltungsrecht ausgeübt werden kann.
- Die Ausübung eines Zurückbehaltungsrechts kann auch gegen Treu und Glauben (§ 242 BGB) verstoßen.

Beispiele (Arbeitsrecht)
"Die Ausübung des Zurückbehaltungsrechts steht unter dem Gebot von Treu und Glauben nach § 242 BGB und unterliegt dem Grundsatz der Verhältnismäßigkeit. Dementsprechend muss der Arbeitnehmer unter Angabe des Grundes dem Arbeitgeber klar und eindeutig mitteilen, er werde dieses Recht mit Blick auf eine ganz bestimmte, konkrete Gegenforderung wahrnehmen. Nur so wird dem Arbeitgeber die Möglichkeit eröffnet, den möglichen Anspruch des Arbeitnehmers zu prüfen und ggf. zu erfüllen".
"Der Grundsatz von Treu und Glauben verbietet es dem Arbeitnehmer, seine Arbeitsleistung wegen eines verhältnismäßig geringfügigen Lohnanspruchs zurückzuhalten. Dies folgt aus einer Analogie zu § 320 Abs. 2 BGB (...). Die Ausübung des Zurückbehaltungsrechts kann ferner rechtsmißbräuchlich sein, wenn nur eine kurzfristige Verzögerung der Lohnzahlung zu erwarten ist".
- vertraglicher Ausschluss

Auch ein vertraglicher Ausschluss des Zurückbehaltungsrechts ist möglich, allerdings beschränkt in Allgemeinen Geschäftsbedingungen durch § 309 Nr. 2 BGB.

#### Rechtsfolgen
dilatorische Einrede
Ist § 273 BGB anwendbar und liegen seine Voraussetzungen vor, kann – muss aber nicht – der Schuldner gegenüber dem Gläubiger ein Zurückbehaltungsrecht geltend machen. Dies ist ein Fall einer aufschiebenden Einrede. Die Geltendmachung sollte am besten ausdrücklich, kann aber auch stillschweigend, d. h. sich aus den Umständen ergebend, erfolgen.
Abwendungsbefugnis des Gläubigers
Der Gläubiger kann das Zurückbehaltungsrecht nach § 273 Abs. 3 BGB durch Erbringung einer Sicherheitsleistung abwenden.
Schuldnerverzug
Die Ausübung des Zurückbehaltungsrechts schließt den Eintritt eines Schuldnerverzuges aus. Ein schon eingetretener Schuldnerverzug wird nur beendet, wenn der Schuldner seine Leistung Zug um Zug gegen Erfüllung der Gegenleistung anbietet.
Verjährung
Durch die Ausübung des Zurückbehaltungsrechts wird die Verjährung grundsätzlich nicht gehemmt.

#### Prozessuales
Klagt der Gläubiger seinen Anspruch ein, muss der Schuldner das Zurückbehaltungsrecht als dilatorische Einrede geltend machen. Die Einrede führt allerdings nicht zur Klageabweisung, sondern hat nur die Wirkung, dass der Schuldner zur Leistung Zug um Zug gegen Empfang der Gegenleistung verurteilt wird (§ 274 BGB).

### Sonderfälle des Zurückbehaltungsrechts

#### Einrede des nicht erfüllten gegenseitigen Vertrages (§ 320 BGB)
§ 320 BGB geht als speziellere Regelung dem allgemeinen Zurückbehaltungsrecht nach § 273 BGB vor. Dabei handelt es sich um einen besonders ausgestalteten Fall eines Zurückbehaltungsrechts (herrschende Meinung) mit teilweise abweichenden Regelungen. Sie gilt nur beim gegenseitigen Vertrag, kennt keine Abwendungsbefugnis und muss nicht erhoben (erklärt) werden. Die Geltendmachung führt auch hier zur Zug-um-Zug-Verurteilung (§ 322 BGB).

#### Zurückbehaltung von Sachen und Gegenständen wegen bestimmter Gegenansprüche (§ 273 Abs. 2 BGB)
Ein Sonderfall des Zurückbehaltungsrechts ist in § 273 Abs. 2 BGB geregelt. Es setzt voraus, dass der Schuldner auf einen herauszugebenden Gegenstand (was auch ein Recht sein kann) entweder Verwendungen gemacht (etwa Futterkosten für zugelaufenen Hund) oder durch den herauszugebenden Gegenstand ein Schaden entstanden ist (Hund hat Hose zerrissen), und der Gegenstand darf nicht durch eine vorsätzliche unerlaubte Handlung erlangt worden sein (der Hund wurde gestohlen).
Ein Sonderfall zu § 273 Abs. 2 BGB ist das Zurückbehaltungsrecht nach § 1000 BGB (Zurückbehaltungsrecht des Besitzers), das im Gegensatz zum Zurückbehaltungsrecht des § 273 Abs. 2 BGB keine Fälligkeit des Gegenanspruchs erfordert.

#### Handelsrecht
Unter Kaufleuten gibt es das erweiterte kaufmännische Zurückbehaltungsrecht nach § 369 HGB bei beiderseitigen Handelsgeschäften. Es ermöglicht auch die Befriedigung aus dem zurückbehaltenen Gegenstand (§ 371 HGB).

#### Mietrecht
Der Vermieter kann im Rahmen eines Mietvertrages das Vermieterpfandrecht an in die Mieträume eingebrachte Sachen ausüben.
Der Vermieter muss dem Mieter innerhalb von 12 Monaten nach Ende des Abrechnungszeitraums eine Nebenkostenabrechnung zustellen. Tut er dies nicht, kann der Mieter von seinem Zurückbehaltungsrecht Gebrauch machen, indem er weitere Nebenkostenvorauszahlungen aussetzt, bis der Vermieter seiner Pflicht nachgekommen ist.

#### Werkvertrag
Im Werkvertragsrecht kann der Besteller einer Werkleistung im Hinblick auf mögliche Werkmängel und die Kosten von deren Beseitigung einen Teil der Vergütung einbehalten.

#### Fund
Der Finder hat ein Zurückbehaltungsrecht gegenüber dem Empfangsberechtigten aus § 972 BGB wegen Ansprüchen aus § 970, § 971 BGB.

#### Eigentümer-Besitzer-Verhältnis
Der Besitzer kann im Rahmen eines Eigentümer-Besitzer-Verhältnisses die Herausgabe der Sache verweigern, sofern er zu ersetzende Verwendungen auf die Sache getätigt hat (§ 1000 BGB).

## Österreich
Im österreichischen Recht kann grundsätzlich zwischen einem Zurückbehaltungsrecht im weiteren Sinn (i. w. S.) und einem Zurückbehaltungsrecht im engeren Sinn (i. e. S.) unterschieden werden. Ersteres umfasst auch das Zug-um-Zug-Prinzip, wonach eine Vertragspartei ihre Leistung zurückhalten darf, bis die andere leistet. Im engeren Sinn versteht man jedoch unter dem Zurückbehaltungsrecht das Recht, die Herausgabe einer fremden Sache zu verweigern, auf die z. B. Aufwendungen gemacht worden sind. Im Folgenden wird nur das Zurückbehaltungsrecht im engeren Sinn behandelt.
Zivilrecht
Ein Zurückbehaltungsrecht steht dem Inhaber einer Sache gemäß § 471 ABGB zu, der vom Eigentümer auf Herausgabe geklagt wird, sofern er einen Aufwand für die Sache getätigt hat oder einen Schaden durch die Sache erlitten hat (Konnexität zwischen Sache und Forderung, vgl. Inkonnexität unten). Er ist zwar nicht zur Verwertung, aber eben zur Verweigerung der Herausgabe berechtigt bis zur Befriedigung seiner Ansprüche.
Obgleich das Zurückbehaltungsrecht Ähnlichkeiten mit einem dinglichen Recht (Sachenrecht) hat, wird es nach der herrschenden Meinung nicht als solches gesehen, da ihm der dingliche Charakter fehlt. Von manchen wird es als eine Mischform eines dinglichen und obligatorischen Rechtes angesehen. Auch die Nähe zum Pfandrecht, dem das Zurückbehaltungsrecht in Konkurs, Ausgleich und Internationalem Privatrecht gleichgestellt ist, ist hier anzumerken.
Das Zurückbehaltungsrecht ist ausgeschlossen bei eigenmächtig oder arglistig entzogenen (z. B. Diebstahl, Betrug), entlehnten (Leihe) und in Verwahrung (Verwahrungsvertrag) oder in Bestand genommenen (Bestandvertrag: Miete, Pacht) Sachen. Gegenüber einem Bauträger steht dem Erwerber ein Haftrücklass zu.
Unternehmerisches Zurückbehaltungsrecht
Das unternehmerische Zurückbehaltungsrecht (Handelsrecht) geht darüber hinaus und umfasst auch ein Befriedigungsrecht wie beim Pfandrecht. Der Inhaber hat folgende Möglichkeiten:
- Vollstreckungsbefriedigung: Der Inhaber klagt und erhält mit dem Urteil einen Exekutionstitel, woraufhin die Sache gepfändet und verkauft wird.
- Verkaufsbefriedigung: Der Inhaber klagt und erhält einen vollstreckbaren Titel, woraufhin er selbst nach den Regeln über den Pfandverkauf zur Verwertung berechtigt ist.

Ein wichtiger Unterschied zum Zivilrecht, was die Voraussetzungen für das Zurückbehaltungsrecht betrifft, ist, dass keine Konnexität, also ein Zusammenhang zwischen der Sache und der Forderung erforderlich ist. Die Forderung muss also nicht durch einen Schaden/Aufwand betreffend die Sache entstanden sein, sondern kann eine beliebige andere Geldforderung des Inhabers gegen den Eigentümer sein. Ein weiterer Unterschied zum Zivilrecht ist, dass das Zurückbehaltungsrecht auch bei Besitzerwerb durch Leihe, Verwahrung und Bestandnahme (Miete, Pacht) gilt. Ohne Willen des Schuldners darf die Sache jedoch nicht in den Besitz des Gläubigers gekommen sein, sodass auch hier, ebenso wie im Zivilrecht, eigenmächtig oder listig entzogene Sachen nicht zurückbehalten werden dürfen.
Umfasst sind bewegliche Sachen und Wertpapiere (nur Inhaber- und Orderpapiere, keine Rektapapiere).

## Schweiz
Eine Form eines Zurückbehaltungsrechts ist das Retentionsrecht, das im Sachenrecht in den Art. 895 bis 898 (ZGB) geregelt ist. Das Retentionsrecht ist ein gesetzliches Pfandrecht, das für bestimmte Vertragstypen vorgesehen ist.
Beispiel
Der Vermieter von Geschäftsräumen hat für einen verfallenen Jahreszins (Jahresmiete) und den laufenden Halbjahreszins (Halbjahresmiete) ein Retentionsrecht an den beweglichen Sachen, die sich in den vermieteten Räumen befinden und zu deren Einrichtung oder Benutzung gehören (Art. 268 OR).